# Boom Bang-a-Bang
Boom Bang-a-Bang – singiel brytyjskiej piosenkarki Lulu, wydany w 1969. Piosenkę napisali Alan Moorhouse i Peter Warne.
Kompozycja reprezentowała Wielką Brytanię w 14. Konkursie Piosenki Eurowizji w 1969. 29 marca zajęła pierwsze miejsce w finale konkursu, remisując z trzema innymi propozycjami.
Piosenka została nagrana przez Lulu również w językach: francuskim, niemieckim, hiszpańskim i włoskim.
Piosenka doczekała się parodii pt. „Bing Tiddle-Tiddle Bong” w jednym z odcinków serialu komediowego Latający cyrk Monty Pythona.

## Lista utworów
Singel 7″
1. „Boom Bang-a-Bang” – 2:21
2. „March!” – 2:23

## Notowania na listach przebojów
| Lista (1969)              | Pozycja |
| ------------------------- | ------- |
| Austria                   | 10      |
| Australia                 | 15      |
| Belgia (Flandria)         | 4       |
| Belgia (Walonia)          | 12      |
| Dania                     | 9       |
| Holandia (Single Top 100) | 19      |
| Hiszpania                 | 5       |
| Irlandia                  | 1       |
| Niemcy                    | 8       |
| Norwegia                  | 1       |
| Szwajcaria                | 3       |
| Wielka Brytania           | 2       |